# Shaoang Liu
Shaoang Liu (* 13. března 1998, Budapešť) je maďarský shorttrackař. Je držitelem čtyř olympijských medailí, z toho dvě jsou individuální. Na olympijských hrách v Pekingu roku 2022 vyhrál závod na 500 metrů. Na stejných hrách skončil třetí v závodě na 1000 metrů. Krom toho v Pekingu bral další bronz se smíšenou štafetou v závodě na 2000 metrů. Kolektivní zlato má již z předchozích her v Pchjongčchangu roku 2018, získal ho s mužskou štafetou na pětikilometrové trati. Šlo o první zlatou maďarskou medaili na zimních olympijských hrách. Je rovněž dvojnásobným mistrem světa a čtyřnásobným mistrem Evropy. Jeho otec je Číňan, matka Maďarka. Je bratrem rovněž úspěšného maďarského shorttrackaře Shaolina Sándora Liu.